# Censure d'Internet en France
Pour un article plus général, voir Censure d'Internet.
La censure d'Internet en France consiste notamment dans le blocage de certains sites web par les fournisseurs d'accès à Internet. Cette mesure est permise par certaines lois comme la LCEN ou la LOPPSI 2. La liste des sites web censurés n'est pas connue du public français.
L'importance de la censure d'Internet en France a conduit certaines ONG comme Freedom House à classer la France parmi les pays où la liberté sur Internet a le plus reculé ou encore Reporters sans frontières qui place la France comme un des pays « sous surveillance ».
Les sites visés hébergés en France peuvent être fermés ou redirigés, les sites hébergés à l'étranger sont généralement rendus inaccessibles aux internautes ayant une configuration par défaut mais restent disponibles aux autres.

## Histoire
La France laisse habituellement la liberté d'expression aux médias ainsi qu'un libre accès majoritaire des contenus sur Internet, à l'exception des contenus pédopornographiques, et de tout site web incitant au terrorisme, à la violence ou à la haine. Le gouvernement français a adopté de nombreuses mesures dans le but de contrôler les internautes, dont l'adoption de la Loi pour la confiance dans l'économie numérique en 2004. Cependant, l'adoption d'une loi sur les droits d'auteur menaçant de bannir tout utilisateur d'Internet a engendré de nombreuses critiques au parlement européen.
En novembre 2010, OpenNet Initiative note que la France n'a adopté aucune réelle mesure pour le filtrage de contenus en ligne, que ce soit dans les domaines politiques, sociaux, conflictuels/de sécurité et d'Internet en général. Cependant, avec la mise en œuvre d'une loi administrative sur le filtrage web, entre autres, 2010 devient une année compliquée pour la liberté sur Internet en France. De nombreuses firmes médiatiques en-ligne et leurs journalistes sont ciblés, notamment. De ce fait, la France est ajoutée à la liste des « Pays sous surveillance » par Reporters sans frontières.
L'ONG Freedom House dans son rapport Freedom on the Net de 2013 a mis en évidence le fait que des clauses controversées dans les lois HADOPI, LOPPSI 2, et LCEN ont provoqué le courroux des défenseurs du net dans le pays, craignant principalement des peines disproportionnées pour les internautes enfreignant la propriété intellectuelle, une censure administrative allant beaucoup trop loin et des menaces pour la vie privée. Cependant, Freedom House classe la France parmi les 6 premiers pays pour la liberté sur Internet.
Au mois d’octobre 2015, l’ONG Freedom House estimait que la France est l’un des pays où la liberté sur Internet a le plus reculé, «la position de la France a baissé principalement à cause de politiques adoptées après les attaques terroristes de Charlie Hebdo» en janvier, explique Freedom House, en occurrence la loi relative au renseignement ; Freedom House cite également «les restrictions imposées sur les contenus pouvant être perçus comme faisant ‘l'apologie du terrorisme' et les poursuites engagées contre des internautes» découlant de la loi contre le terrorisme votée en novembre 2014. La France passe désormais à la douzième place du classement des 18 pays au monde où l’internet est «libre»,,.

### Années 2000
En 2000, les tribunaux français exigent de Yahoo! le retrait de contenus nazis dans l'affaire LICRA contre Yahoo!. En 2001, il est décidé, par les tribunaux américains, que Yahoo! ne peut être forcé de partager le même point de vue que les lois françaises concernant nazisme et antisémitisme, car cela va à l'encontre de la liberté d'expression exprimée par le premier amendement de la constitution américaine.

#### 2009
La loi Hadopi, adoptée en 2009, permet le blocage temporaire d'internautes pris en train de télécharger illégalement des contenus sous copyright ; en août 2009, une loi Hadopi2 est adoptée.
La loi LOPPSI 2, débattue au parlement en 2009, autorisera la création d'une liste noire recensant tous les sites web pédopornographiques, établie par le ministère de l'Intérieur, que les fournisseurs d'accès à Internet se devront de bloquer.

#### 2010
En 2010, le parlement français s'oppose à tout amendement cherchant à minimiser le filtrage des sites sur Internet. Cette décision est mal accueillie dans la société française car le filtrage Internet, qui devait uniquement servir à censurer les contenus pédopornographiques, pourrait également s'étendre et servir à censurer d'autres contenus. Le filtrage par URL n'aurait également aucun effet car les contenus pédopornographiques et autres contenus illégaux sont distribués par le biais des systèmes peer-to-peer chiffrés pour y partager leurs contenus.

#### 2011
En 2011, le Conseil constitutionnel français valide l'Article 4 de la loi LOPPSI 2, permettant le filtrage administratif,,. Le 21 avril 2011, la Hadopi annonce son intention d'intégrer un logiciel espion dans chaque routeur/modem distribué par les fournisseurs d'accès à Internet français dans le but explicite de traquer toute communication, dont les correspondances privées et échanges de messages instantanés,, et le bridage des connexions à 512 ou 1024 kb/s pour certains.
Le 14 octobre 2011, un tribunal français ordonne le blocage du site web Copwatch Nord Paris I-D-F. Le site montrait des images et vidéos identifiables d'agents de police dans l'exercice de leurs fonctions.

#### 2013
À la suite de nombreuses blagues portant sur les juifs, le réseau social Twitter supprime ces messages de son service à la demande de l'association Union des étudiants juifs de France (UEJF). Des poursuites en justice ont été faites par cette même association. Le 24 janvier 2013, la juge Anne-Marie Sauteraud demande au réseau Twitter la divulgation des données personnelles de ces utilisateurs qui ont posté ces contenus, indiquant une poursuite en justice pour un discours de haine. Twitter répond que cela allait à l'encontre de ses principes même en regard aux lois françaises,,.
En avril 2013, la direction centrale du renseignement intérieur (DCRI) force la suppression d'un article sur la Wikipédia en français concernant la station hertzienne militaire de Pierre-sur-Haute. La DCRI prend contact avec la Wikimedia Foundation, qui a refusé de supprimer l'article celui-ci ne contenant que des informations uniquement publiables, en accord avec les règles de vérifiabilité accordées par Wikipédia. Les statistiques montrent que l'article est le plus vu durant la journée du 6 avril 2013 pour la version francophone de Wikipédia. La Wikimedia Foundation a diffusé un communiqué à ce propos.
Le 28 novembre 2013, le Tribunal de grande instance de Paris a ordonné aux fournisseurs d'accès à Internet français de bloquer 16 sites de streaming pour atteinte aux droits d'auteur : dpstream.tv, allostreaming.com, alloshotv.com, allomovies.com, alloshare.com, allomegavideo.com, alloseven.com, allourls.com, fifostream.com, fifostream.net, fifostream.org, fifostream.tv, fifostreaming.com, fifostreaming.net, fifostreaming.org et fifostreaming.tv.

#### 2014
Le 4 novembre 2014, lors d’un vote ultime au Sénat le projet de loi renforçant les dispositions relatives à la lutte contre le terrorisme est définitivement adopté par le Parlement, présenté en urgence par le gouvernement le texte prévoit le blocage administratif des sites Internet faisant l’apologie du terrorisme ainsi que le déréférencement de ces sites et ce sans recours à l’autorité judiciaire ; l'utilisation d'internet devient également une circonstance aggravante dans la qualification des actes d'apologie du terrorisme.
À la suite d'une plainte de la Société civile des producteurs phonographiques (SCPP), le Tribunal de grande instance de Paris a ordonné le 4 décembre 2014 aux principaux fournisseurs d'accès internet français (Orange, Bouygues, Free et SFR) d'effectuer un blocage DNS du site The Pirate Bay ainsi que de ses miroirs, la Société civile des producteurs phonographiques soulignant un partage de contenu musical protégé par le droit d'auteur. Ce blocage n'a cependant que peu d'intérêt puisqu'une modification des serveurs DNS utilisés par l'ordinateur du client suffit à le contourner, notamment avec les DNS publics de Google — qui avait pourtant, peu de temps avant le jugement rendu par le Tribunal de grande instance de Paris, effectué un nettoyage de toutes les applications facilitant l'accès au site The Pirate Bay ainsi qu'à ses miroirs, par, semble-t-il, choix personnel, afin de lutter contre les échanges non autorisés.

#### 2015
Le 16 mars 2015, le ministère de l'Intérieur a ordonné, sans recours à l’autorité judiciaire, le blocage par les fournisseurs d'accès Internet français de cinq sites accusés d'être pro-djihad jihadmin.com, mujahida89.wordpress.com, is0lamnation.blogspot.fr, alhayatmedia.wordpress.com et islamic-news.info ainsi que cinq sites à caractère pédopornographique.
Dans un jugement daté du 2 avril 2015, le Tribunal de grande instance de Paris a ordonné aux quatre principaux fournisseurs d'accès Internet français, Orange, Bouygues Telecom, Free, SFR d'empêcher l'accès depuis la France au site de tracker BitTorrent T411.Me. À la suite du changement du nom de domaine de T411.me en T411.io le 20 février 2015, la justice rend un second jugement début juillet 2015 pour étendre le blocage au nouveau nom de domaine en.io.
En 2015, depuis l'entrée en vigueur par décret le 5 février 2015 du dispositif de la loi contre le terrorisme de 2014, ce sont 283 sites web qui ont fait l'objet d'un blocage administratif dont 43 pour apologie du terrorisme et 240 pour pédopornographie,.
Pour l'année 2015, 37 695 requêtes gouvernementales ont demandé la suppression de contenus facebook dont 32 100 requêtes concernant la diffusion d'une photographie montrant l’intérieur du Bataclan à la suite des attentats du 13 novembre 2015, et constituant une « atteinte grave à la dignité humaine » et une « atteinte au secret de l'enquête » selon la justice française. La France a également restreint la diffusion de contenu promouvant le négationnisme et l’apologie du terrorisme.

#### 2016
Selon le rapport d’activité de la personnalité qualifiée désignée par la CNIL, M. Alexandre Linden, l’OCLCTIC aurait procédé à 312 demandes de blocage de sites dont 68 concernaient des contenus terroristes et 244 des sites pédopornographiques, 1439 demandes de retrait de contenus dont 1 286 pour apologie du terrorisme et 153 pour pédopornographie et 855 demandes de déréférencement ont été transmises aux moteurs de recherche (386 pour des contenus terroristes et 469 pour des contenus pédopornographiques),,,. Le nombre de pages de renvoi de sites bloqués affichées lors de requêtes des internautes a été, en moyenne, par semaine, de 34 340 pour du contenu pédopornographique, soit 98,6 %, et de 494 pour du contenu constituant une apologie du terrorisme ou une provocation au terrorisme, soit 1,4 %. Il a été constaté qu’à la suite du blocage de sites pédopornographiques, de nouveaux sites identiques apparaissaient, avec une adresse légèrement modifiée,,.
Une seule « recommandation » a officiellement été formulée par le conseiller honoraire à la Cour de cassation entre les premiers pas du dispositif, le 11 mars 2015, et le 29 février 2016. La différence d’appréciation portait sur des demandes de retrait d’une photographie de personnes décédées gisant au sol à la suite des attentats du Bataclan, qui fut publiée sur des réseaux sociaux, des blogs et par un site d’information suisse. Le magistrat considère en effet que seul le contexte de diffusion de cette photographie était de nature à caractériser un délit d'apologie d'actes de terrorisme ou de provocation à de tels actes, la demande de retrait de 96 URL par l’OCLCTIC n’étaient donc pas conformes à la loi,,,.

#### 2018
Le 27 novembre 2018, la justice française ordonne le blocage du site d'information d’extrême droite Démocratie Participative, pour incitation à la haine et injure publique. Le blocage mis en place, de type "DNS", est immédiatement contourné par le site internet par l'utilisation d'un nouveau nom de domaine. Plusieurs demandes complémentaires de blocage des nouvelles adresses auront lieu la même année.

#### 2020
Le 13 mai 2020 a été définitivement adoptée par l'assemblée nationale la Proposition de loi contre les contenus haineux sur Internet aussi appelée Loi Avia, destinée à retirer des contenus terroristes et pédopornographiques dans l'heure de n'importe quel site et les contenus haineux et pornographiques sous 24 h des principaux réseaux sociaux, des plates-formes collaboratives et des moteurs de recherche. Cette loi a été publiquement critiquée par des associations de défense de libertés numériques pour ses définitions vagues de « contenu haineux » et « terrorisme » dont la libre interprétation par les associations en charge, "L'Observatoire de la haine en ligne" et le CSA permettrait une censure systématique de l'opposition.
L'avocat et spécialiste du droit de la presse Christophe Bigot, l'avocat François Sureau et la professeure de droit Anne-Sophie Choné Grimaldi critiquent la possibilité que des décisions de retrait de contenus soient prises par un opérateur privé sans intervention du juge judiciaire pourtant garant, constitutionnellement, des libertés fondamentales.
Le 18 juin, la quasi totalité de la Loi Avia est déclarée anticonstitutionnelle par le Conseil constitutionnel.

#### 2023
À la suite de la montée de l'antisémitisme, notamment vis à vis de la députée et présidente de l'Assemblée nationale Yaël Braun-Pivet, les députés Caroline Yadan et Mathieu Lefèvre proposent un projet de loi contre le racisme et l'antisémitisme, incluant la possibilité de lancer un mandat d'arrêt international contre ceux incitant à la violence ainsi qu'à la haine, ainsi qu'une autre proposition « sécuriser et réguler l’espace numérique » (dite SREN),, venant en parallèle voire en confrontation avec le Digital Markets Act de l'Union européenne, entré en vigueur le 24 août 2023 (voir : Législation sur les marchés numériques),.

#### 2024
Lors des révoltes Nouvelle-Calédonie de mai 2024, après avoir décrété l'état d'urgence dans l'île, le gouvernement impose le blocage du réseau social TikTok , alors que selon certains élus y « circulent des messages de haine et d’appels à la violence », sur fond de craintes d'ingérence et de désinformation venant de pays étrangers,,. La Quadrature du Net, la Ligue des droits de l'homme, le Mouvement des jeunes Kanak de France et des particuliers déposent un recours en référé-liberté, rejeté par le Conseil d'État pour défaut d'urgence, sans statuer sur le fond,. La France est ainsi le premier pays d’Union européenne à bloquer un réseau social,,,.